# Chiesa di San Giovanni Battista (Barcis)
La chiesa di San Giovanni Battista è la parrocchiale di Barcis, in provincia di Pordenone e diocesi di Concordia-Pordenone; fa parte della forania di Maniago.

## Storia
In origine il toponimo Barcis indicava collettivamente tutta la bassa val Cellina e la sua pieve, intitolata a San Giorgio, si trovava nello scomparso villaggio di Cellis, che sorgeva presso l'attuale località Roppe. Di essa si hanno notizie sin dal XII secolo.
Una leggenda popolare riferisce che chiesa e villaggio fossero andati distrutti all'inizio del XIV secolo a causa di una frana. Il racconto sembra veritiero anche se, probabilmente, non si trattò di un evento improvviso, ma di un lento dissesto che spinse gli abitanti a trasferirsi a fondovalle, fondando l'odierna Barcis e la nuova chiesa dedicata a San Giovanni.
La chiesa fu ricostruita nel Cinquecento, ma l'attuale edificio risale al Settecento, venendo poi ampliato nel 1866. Il campanile è datato 1780.
Nel 2000 l'impianto elettrico dovette essere rifatto per adeguarsi alle norme; nel 2003 anche l'impianto di riscaldamento dovette subire un intervento tale.

## Interno
All'interno della chiesa, che è ad un'unica navata, sono posti il marmoreo altar maggiore, in stile barocco ed impreziosito dalle statue dei Santi Pietro e Paolo, il paliotto con bassorilievi raffiguranti degli angeli, il fonte battesimale, risalente al XVI secolo, e gli affreschi del presbiterio, i cui soggetti sono La decapitazione di San Giovanni Battista, dipinto nel Novecento, ed Il banchetto di Salomè.